# Мах, Зденек
Зденек Мах (2 мая 1877, Лоучень — 2 декабря 1954, Прага) — чехословацкий шахматный композитор, юрист и переводчик, один из видных  
представителей чешской школы в задаче; последователь Я. Добруского, Й. Хохолоуша, Й. Поспишила, сподвижник М. Хавеля.
Редактор шахматных отделов ряда изданий — «Беседы лиду» (1903—1919), «Светозор» (1903—1931), «Злата Прага» (1903—1929), «Прагер прессе» (1921—1938). С 1894 опубликовал свыше 400 задач ортодоксального стиля (преимущественно трёхходовки), а также множество задач на обратный мат, на «сказочные темы» и задач на цилиндрической доске (см.  
Цилиндрические шахматы).
Высокую экономию используемых шахматных средств считал в задачах обязательной.

## Задачи
|   | a | b | c | d | e | f | g | h |   |
| - | --- | --- | --- | --- | --- | --- | --- | --- | - |
| 8 | a7 белый король · c7 чёрная пешка · d7 чёрная пешка · f7 чёрная ладья · h7 чёрный ферзь · a6 белый конь · d6 чёрная пешка · d5 чёрная пешка · f5 чёрная пешка · a4 белая ладья · c4 чёрная пешка · d4 чёрный король · f4 белая пешка · h4 чёрный слон · d2 белая пешка · f1 белый ферзь | a7 белый король · c7 чёрная пешка · d7 чёрная пешка · f7 чёрная ладья · h7 чёрный ферзь · a6 белый конь · d6 чёрная пешка · d5 чёрная пешка · f5 чёрная пешка · a4 белая ладья · c4 чёрная пешка · d4 чёрный король · f4 белая пешка · h4 чёрный слон · d2 белая пешка · f1 белый ферзь | a7 белый король · c7 чёрная пешка · d7 чёрная пешка · f7 чёрная ладья · h7 чёрный ферзь · a6 белый конь · d6 чёрная пешка · d5 чёрная пешка · f5 чёрная пешка · a4 белая ладья · c4 чёрная пешка · d4 чёрный король · f4 белая пешка · h4 чёрный слон · d2 белая пешка · f1 белый ферзь | a7 белый король · c7 чёрная пешка · d7 чёрная пешка · f7 чёрная ладья · h7 чёрный ферзь · a6 белый конь · d6 чёрная пешка · d5 чёрная пешка · f5 чёрная пешка · a4 белая ладья · c4 чёрная пешка · d4 чёрный король · f4 белая пешка · h4 чёрный слон · d2 белая пешка · f1 белый ферзь | a7 белый король · c7 чёрная пешка · d7 чёрная пешка · f7 чёрная ладья · h7 чёрный ферзь · a6 белый конь · d6 чёрная пешка · d5 чёрная пешка · f5 чёрная пешка · a4 белая ладья · c4 чёрная пешка · d4 чёрный король · f4 белая пешка · h4 чёрный слон · d2 белая пешка · f1 белый ферзь | a7 белый король · c7 чёрная пешка · d7 чёрная пешка · f7 чёрная ладья · h7 чёрный ферзь · a6 белый конь · d6 чёрная пешка · d5 чёрная пешка · f5 чёрная пешка · a4 белая ладья · c4 чёрная пешка · d4 чёрный король · f4 белая пешка · h4 чёрный слон · d2 белая пешка · f1 белый ферзь | a7 белый король · c7 чёрная пешка · d7 чёрная пешка · f7 чёрная ладья · h7 чёрный ферзь · a6 белый конь · d6 чёрная пешка · d5 чёрная пешка · f5 чёрная пешка · a4 белая ладья · c4 чёрная пешка · d4 чёрный король · f4 белая пешка · h4 чёрный слон · d2 белая пешка · f1 белый ферзь | a7 белый король · c7 чёрная пешка · d7 чёрная пешка · f7 чёрная ладья · h7 чёрный ферзь · a6 белый конь · d6 чёрная пешка · d5 чёрная пешка · f5 чёрная пешка · a4 белая ладья · c4 чёрная пешка · d4 чёрный король · f4 белая пешка · h4 чёрный слон · d2 белая пешка · f1 белый ферзь | 8 |
| 7 | a7 белый король · c7 чёрная пешка · d7 чёрная пешка · f7 чёрная ладья · h7 чёрный ферзь · a6 белый конь · d6 чёрная пешка · d5 чёрная пешка · f5 чёрная пешка · a4 белая ладья · c4 чёрная пешка · d4 чёрный король · f4 белая пешка · h4 чёрный слон · d2 белая пешка · f1 белый ферзь | a7 белый король · c7 чёрная пешка · d7 чёрная пешка · f7 чёрная ладья · h7 чёрный ферзь · a6 белый конь · d6 чёрная пешка · d5 чёрная пешка · f5 чёрная пешка · a4 белая ладья · c4 чёрная пешка · d4 чёрный король · f4 белая пешка · h4 чёрный слон · d2 белая пешка · f1 белый ферзь | a7 белый король · c7 чёрная пешка · d7 чёрная пешка · f7 чёрная ладья · h7 чёрный ферзь · a6 белый конь · d6 чёрная пешка · d5 чёрная пешка · f5 чёрная пешка · a4 белая ладья · c4 чёрная пешка · d4 чёрный король · f4 белая пешка · h4 чёрный слон · d2 белая пешка · f1 белый ферзь | a7 белый король · c7 чёрная пешка · d7 чёрная пешка · f7 чёрная ладья · h7 чёрный ферзь · a6 белый конь · d6 чёрная пешка · d5 чёрная пешка · f5 чёрная пешка · a4 белая ладья · c4 чёрная пешка · d4 чёрный король · f4 белая пешка · h4 чёрный слон · d2 белая пешка · f1 белый ферзь | a7 белый король · c7 чёрная пешка · d7 чёрная пешка · f7 чёрная ладья · h7 чёрный ферзь · a6 белый конь · d6 чёрная пешка · d5 чёрная пешка · f5 чёрная пешка · a4 белая ладья · c4 чёрная пешка · d4 чёрный король · f4 белая пешка · h4 чёрный слон · d2 белая пешка · f1 белый ферзь | a7 белый король · c7 чёрная пешка · d7 чёрная пешка · f7 чёрная ладья · h7 чёрный ферзь · a6 белый конь · d6 чёрная пешка · d5 чёрная пешка · f5 чёрная пешка · a4 белая ладья · c4 чёрная пешка · d4 чёрный король · f4 белая пешка · h4 чёрный слон · d2 белая пешка · f1 белый ферзь | a7 белый король · c7 чёрная пешка · d7 чёрная пешка · f7 чёрная ладья · h7 чёрный ферзь · a6 белый конь · d6 чёрная пешка · d5 чёрная пешка · f5 чёрная пешка · a4 белая ладья · c4 чёрная пешка · d4 чёрный король · f4 белая пешка · h4 чёрный слон · d2 белая пешка · f1 белый ферзь | a7 белый король · c7 чёрная пешка · d7 чёрная пешка · f7 чёрная ладья · h7 чёрный ферзь · a6 белый конь · d6 чёрная пешка · d5 чёрная пешка · f5 чёрная пешка · a4 белая ладья · c4 чёрная пешка · d4 чёрный король · f4 белая пешка · h4 чёрный слон · d2 белая пешка · f1 белый ферзь | 7 |
| 6 | a7 белый король · c7 чёрная пешка · d7 чёрная пешка · f7 чёрная ладья · h7 чёрный ферзь · a6 белый конь · d6 чёрная пешка · d5 чёрная пешка · f5 чёрная пешка · a4 белая ладья · c4 чёрная пешка · d4 чёрный король · f4 белая пешка · h4 чёрный слон · d2 белая пешка · f1 белый ферзь | a7 белый король · c7 чёрная пешка · d7 чёрная пешка · f7 чёрная ладья · h7 чёрный ферзь · a6 белый конь · d6 чёрная пешка · d5 чёрная пешка · f5 чёрная пешка · a4 белая ладья · c4 чёрная пешка · d4 чёрный король · f4 белая пешка · h4 чёрный слон · d2 белая пешка · f1 белый ферзь | a7 белый король · c7 чёрная пешка · d7 чёрная пешка · f7 чёрная ладья · h7 чёрный ферзь · a6 белый конь · d6 чёрная пешка · d5 чёрная пешка · f5 чёрная пешка · a4 белая ладья · c4 чёрная пешка · d4 чёрный король · f4 белая пешка · h4 чёрный слон · d2 белая пешка · f1 белый ферзь | a7 белый король · c7 чёрная пешка · d7 чёрная пешка · f7 чёрная ладья · h7 чёрный ферзь · a6 белый конь · d6 чёрная пешка · d5 чёрная пешка · f5 чёрная пешка · a4 белая ладья · c4 чёрная пешка · d4 чёрный король · f4 белая пешка · h4 чёрный слон · d2 белая пешка · f1 белый ферзь | a7 белый король · c7 чёрная пешка · d7 чёрная пешка · f7 чёрная ладья · h7 чёрный ферзь · a6 белый конь · d6 чёрная пешка · d5 чёрная пешка · f5 чёрная пешка · a4 белая ладья · c4 чёрная пешка · d4 чёрный король · f4 белая пешка · h4 чёрный слон · d2 белая пешка · f1 белый ферзь | a7 белый король · c7 чёрная пешка · d7 чёрная пешка · f7 чёрная ладья · h7 чёрный ферзь · a6 белый конь · d6 чёрная пешка · d5 чёрная пешка · f5 чёрная пешка · a4 белая ладья · c4 чёрная пешка · d4 чёрный король · f4 белая пешка · h4 чёрный слон · d2 белая пешка · f1 белый ферзь | a7 белый король · c7 чёрная пешка · d7 чёрная пешка · f7 чёрная ладья · h7 чёрный ферзь · a6 белый конь · d6 чёрная пешка · d5 чёрная пешка · f5 чёрная пешка · a4 белая ладья · c4 чёрная пешка · d4 чёрный король · f4 белая пешка · h4 чёрный слон · d2 белая пешка · f1 белый ферзь | a7 белый король · c7 чёрная пешка · d7 чёрная пешка · f7 чёрная ладья · h7 чёрный ферзь · a6 белый конь · d6 чёрная пешка · d5 чёрная пешка · f5 чёрная пешка · a4 белая ладья · c4 чёрная пешка · d4 чёрный король · f4 белая пешка · h4 чёрный слон · d2 белая пешка · f1 белый ферзь | 6 |
| 5 | a7 белый король · c7 чёрная пешка · d7 чёрная пешка · f7 чёрная ладья · h7 чёрный ферзь · a6 белый конь · d6 чёрная пешка · d5 чёрная пешка · f5 чёрная пешка · a4 белая ладья · c4 чёрная пешка · d4 чёрный король · f4 белая пешка · h4 чёрный слон · d2 белая пешка · f1 белый ферзь | a7 белый король · c7 чёрная пешка · d7 чёрная пешка · f7 чёрная ладья · h7 чёрный ферзь · a6 белый конь · d6 чёрная пешка · d5 чёрная пешка · f5 чёрная пешка · a4 белая ладья · c4 чёрная пешка · d4 чёрный король · f4 белая пешка · h4 чёрный слон · d2 белая пешка · f1 белый ферзь | a7 белый король · c7 чёрная пешка · d7 чёрная пешка · f7 чёрная ладья · h7 чёрный ферзь · a6 белый конь · d6 чёрная пешка · d5 чёрная пешка · f5 чёрная пешка · a4 белая ладья · c4 чёрная пешка · d4 чёрный король · f4 белая пешка · h4 чёрный слон · d2 белая пешка · f1 белый ферзь | a7 белый король · c7 чёрная пешка · d7 чёрная пешка · f7 чёрная ладья · h7 чёрный ферзь · a6 белый конь · d6 чёрная пешка · d5 чёрная пешка · f5 чёрная пешка · a4 белая ладья · c4 чёрная пешка · d4 чёрный король · f4 белая пешка · h4 чёрный слон · d2 белая пешка · f1 белый ферзь | a7 белый король · c7 чёрная пешка · d7 чёрная пешка · f7 чёрная ладья · h7 чёрный ферзь · a6 белый конь · d6 чёрная пешка · d5 чёрная пешка · f5 чёрная пешка · a4 белая ладья · c4 чёрная пешка · d4 чёрный король · f4 белая пешка · h4 чёрный слон · d2 белая пешка · f1 белый ферзь | a7 белый король · c7 чёрная пешка · d7 чёрная пешка · f7 чёрная ладья · h7 чёрный ферзь · a6 белый конь · d6 чёрная пешка · d5 чёрная пешка · f5 чёрная пешка · a4 белая ладья · c4 чёрная пешка · d4 чёрный король · f4 белая пешка · h4 чёрный слон · d2 белая пешка · f1 белый ферзь | a7 белый король · c7 чёрная пешка · d7 чёрная пешка · f7 чёрная ладья · h7 чёрный ферзь · a6 белый конь · d6 чёрная пешка · d5 чёрная пешка · f5 чёрная пешка · a4 белая ладья · c4 чёрная пешка · d4 чёрный король · f4 белая пешка · h4 чёрный слон · d2 белая пешка · f1 белый ферзь | a7 белый король · c7 чёрная пешка · d7 чёрная пешка · f7 чёрная ладья · h7 чёрный ферзь · a6 белый конь · d6 чёрная пешка · d5 чёрная пешка · f5 чёрная пешка · a4 белая ладья · c4 чёрная пешка · d4 чёрный король · f4 белая пешка · h4 чёрный слон · d2 белая пешка · f1 белый ферзь | 5 |
| 4 | a7 белый король · c7 чёрная пешка · d7 чёрная пешка · f7 чёрная ладья · h7 чёрный ферзь · a6 белый конь · d6 чёрная пешка · d5 чёрная пешка · f5 чёрная пешка · a4 белая ладья · c4 чёрная пешка · d4 чёрный король · f4 белая пешка · h4 чёрный слон · d2 белая пешка · f1 белый ферзь | a7 белый король · c7 чёрная пешка · d7 чёрная пешка · f7 чёрная ладья · h7 чёрный ферзь · a6 белый конь · d6 чёрная пешка · d5 чёрная пешка · f5 чёрная пешка · a4 белая ладья · c4 чёрная пешка · d4 чёрный король · f4 белая пешка · h4 чёрный слон · d2 белая пешка · f1 белый ферзь | a7 белый король · c7 чёрная пешка · d7 чёрная пешка · f7 чёрная ладья · h7 чёрный ферзь · a6 белый конь · d6 чёрная пешка · d5 чёрная пешка · f5 чёрная пешка · a4 белая ладья · c4 чёрная пешка · d4 чёрный король · f4 белая пешка · h4 чёрный слон · d2 белая пешка · f1 белый ферзь | a7 белый король · c7 чёрная пешка · d7 чёрная пешка · f7 чёрная ладья · h7 чёрный ферзь · a6 белый конь · d6 чёрная пешка · d5 чёрная пешка · f5 чёрная пешка · a4 белая ладья · c4 чёрная пешка · d4 чёрный король · f4 белая пешка · h4 чёрный слон · d2 белая пешка · f1 белый ферзь | a7 белый король · c7 чёрная пешка · d7 чёрная пешка · f7 чёрная ладья · h7 чёрный ферзь · a6 белый конь · d6 чёрная пешка · d5 чёрная пешка · f5 чёрная пешка · a4 белая ладья · c4 чёрная пешка · d4 чёрный король · f4 белая пешка · h4 чёрный слон · d2 белая пешка · f1 белый ферзь | a7 белый король · c7 чёрная пешка · d7 чёрная пешка · f7 чёрная ладья · h7 чёрный ферзь · a6 белый конь · d6 чёрная пешка · d5 чёрная пешка · f5 чёрная пешка · a4 белая ладья · c4 чёрная пешка · d4 чёрный король · f4 белая пешка · h4 чёрный слон · d2 белая пешка · f1 белый ферзь | a7 белый король · c7 чёрная пешка · d7 чёрная пешка · f7 чёрная ладья · h7 чёрный ферзь · a6 белый конь · d6 чёрная пешка · d5 чёрная пешка · f5 чёрная пешка · a4 белая ладья · c4 чёрная пешка · d4 чёрный король · f4 белая пешка · h4 чёрный слон · d2 белая пешка · f1 белый ферзь | a7 белый король · c7 чёрная пешка · d7 чёрная пешка · f7 чёрная ладья · h7 чёрный ферзь · a6 белый конь · d6 чёрная пешка · d5 чёрная пешка · f5 чёрная пешка · a4 белая ладья · c4 чёрная пешка · d4 чёрный король · f4 белая пешка · h4 чёрный слон · d2 белая пешка · f1 белый ферзь | 4 |
| 3 | a7 белый король · c7 чёрная пешка · d7 чёрная пешка · f7 чёрная ладья · h7 чёрный ферзь · a6 белый конь · d6 чёрная пешка · d5 чёрная пешка · f5 чёрная пешка · a4 белая ладья · c4 чёрная пешка · d4 чёрный король · f4 белая пешка · h4 чёрный слон · d2 белая пешка · f1 белый ферзь | a7 белый король · c7 чёрная пешка · d7 чёрная пешка · f7 чёрная ладья · h7 чёрный ферзь · a6 белый конь · d6 чёрная пешка · d5 чёрная пешка · f5 чёрная пешка · a4 белая ладья · c4 чёрная пешка · d4 чёрный король · f4 белая пешка · h4 чёрный слон · d2 белая пешка · f1 белый ферзь | a7 белый король · c7 чёрная пешка · d7 чёрная пешка · f7 чёрная ладья · h7 чёрный ферзь · a6 белый конь · d6 чёрная пешка · d5 чёрная пешка · f5 чёрная пешка · a4 белая ладья · c4 чёрная пешка · d4 чёрный король · f4 белая пешка · h4 чёрный слон · d2 белая пешка · f1 белый ферзь | a7 белый король · c7 чёрная пешка · d7 чёрная пешка · f7 чёрная ладья · h7 чёрный ферзь · a6 белый конь · d6 чёрная пешка · d5 чёрная пешка · f5 чёрная пешка · a4 белая ладья · c4 чёрная пешка · d4 чёрный король · f4 белая пешка · h4 чёрный слон · d2 белая пешка · f1 белый ферзь | a7 белый король · c7 чёрная пешка · d7 чёрная пешка · f7 чёрная ладья · h7 чёрный ферзь · a6 белый конь · d6 чёрная пешка · d5 чёрная пешка · f5 чёрная пешка · a4 белая ладья · c4 чёрная пешка · d4 чёрный король · f4 белая пешка · h4 чёрный слон · d2 белая пешка · f1 белый ферзь | a7 белый король · c7 чёрная пешка · d7 чёрная пешка · f7 чёрная ладья · h7 чёрный ферзь · a6 белый конь · d6 чёрная пешка · d5 чёрная пешка · f5 чёрная пешка · a4 белая ладья · c4 чёрная пешка · d4 чёрный король · f4 белая пешка · h4 чёрный слон · d2 белая пешка · f1 белый ферзь | a7 белый король · c7 чёрная пешка · d7 чёрная пешка · f7 чёрная ладья · h7 чёрный ферзь · a6 белый конь · d6 чёрная пешка · d5 чёрная пешка · f5 чёрная пешка · a4 белая ладья · c4 чёрная пешка · d4 чёрный король · f4 белая пешка · h4 чёрный слон · d2 белая пешка · f1 белый ферзь | a7 белый король · c7 чёрная пешка · d7 чёрная пешка · f7 чёрная ладья · h7 чёрный ферзь · a6 белый конь · d6 чёрная пешка · d5 чёрная пешка · f5 чёрная пешка · a4 белая ладья · c4 чёрная пешка · d4 чёрный король · f4 белая пешка · h4 чёрный слон · d2 белая пешка · f1 белый ферзь | 3 |
| 2 | a7 белый король · c7 чёрная пешка · d7 чёрная пешка · f7 чёрная ладья · h7 чёрный ферзь · a6 белый конь · d6 чёрная пешка · d5 чёрная пешка · f5 чёрная пешка · a4 белая ладья · c4 чёрная пешка · d4 чёрный король · f4 белая пешка · h4 чёрный слон · d2 белая пешка · f1 белый ферзь | a7 белый король · c7 чёрная пешка · d7 чёрная пешка · f7 чёрная ладья · h7 чёрный ферзь · a6 белый конь · d6 чёрная пешка · d5 чёрная пешка · f5 чёрная пешка · a4 белая ладья · c4 чёрная пешка · d4 чёрный король · f4 белая пешка · h4 чёрный слон · d2 белая пешка · f1 белый ферзь | a7 белый король · c7 чёрная пешка · d7 чёрная пешка · f7 чёрная ладья · h7 чёрный ферзь · a6 белый конь · d6 чёрная пешка · d5 чёрная пешка · f5 чёрная пешка · a4 белая ладья · c4 чёрная пешка · d4 чёрный король · f4 белая пешка · h4 чёрный слон · d2 белая пешка · f1 белый ферзь | a7 белый король · c7 чёрная пешка · d7 чёрная пешка · f7 чёрная ладья · h7 чёрный ферзь · a6 белый конь · d6 чёрная пешка · d5 чёрная пешка · f5 чёрная пешка · a4 белая ладья · c4 чёрная пешка · d4 чёрный король · f4 белая пешка · h4 чёрный слон · d2 белая пешка · f1 белый ферзь | a7 белый король · c7 чёрная пешка · d7 чёрная пешка · f7 чёрная ладья · h7 чёрный ферзь · a6 белый конь · d6 чёрная пешка · d5 чёрная пешка · f5 чёрная пешка · a4 белая ладья · c4 чёрная пешка · d4 чёрный король · f4 белая пешка · h4 чёрный слон · d2 белая пешка · f1 белый ферзь | a7 белый король · c7 чёрная пешка · d7 чёрная пешка · f7 чёрная ладья · h7 чёрный ферзь · a6 белый конь · d6 чёрная пешка · d5 чёрная пешка · f5 чёрная пешка · a4 белая ладья · c4 чёрная пешка · d4 чёрный король · f4 белая пешка · h4 чёрный слон · d2 белая пешка · f1 белый ферзь | a7 белый король · c7 чёрная пешка · d7 чёрная пешка · f7 чёрная ладья · h7 чёрный ферзь · a6 белый конь · d6 чёрная пешка · d5 чёрная пешка · f5 чёрная пешка · a4 белая ладья · c4 чёрная пешка · d4 чёрный король · f4 белая пешка · h4 чёрный слон · d2 белая пешка · f1 белый ферзь | a7 белый король · c7 чёрная пешка · d7 чёрная пешка · f7 чёрная ладья · h7 чёрный ферзь · a6 белый конь · d6 чёрная пешка · d5 чёрная пешка · f5 чёрная пешка · a4 белая ладья · c4 чёрная пешка · d4 чёрный король · f4 белая пешка · h4 чёрный слон · d2 белая пешка · f1 белый ферзь | 2 |
| 1 | a7 белый король · c7 чёрная пешка · d7 чёрная пешка · f7 чёрная ладья · h7 чёрный ферзь · a6 белый конь · d6 чёрная пешка · d5 чёрная пешка · f5 чёрная пешка · a4 белая ладья · c4 чёрная пешка · d4 чёрный король · f4 белая пешка · h4 чёрный слон · d2 белая пешка · f1 белый ферзь | a7 белый король · c7 чёрная пешка · d7 чёрная пешка · f7 чёрная ладья · h7 чёрный ферзь · a6 белый конь · d6 чёрная пешка · d5 чёрная пешка · f5 чёрная пешка · a4 белая ладья · c4 чёрная пешка · d4 чёрный король · f4 белая пешка · h4 чёрный слон · d2 белая пешка · f1 белый ферзь | a7 белый король · c7 чёрная пешка · d7 чёрная пешка · f7 чёрная ладья · h7 чёрный ферзь · a6 белый конь · d6 чёрная пешка · d5 чёрная пешка · f5 чёрная пешка · a4 белая ладья · c4 чёрная пешка · d4 чёрный король · f4 белая пешка · h4 чёрный слон · d2 белая пешка · f1 белый ферзь | a7 белый король · c7 чёрная пешка · d7 чёрная пешка · f7 чёрная ладья · h7 чёрный ферзь · a6 белый конь · d6 чёрная пешка · d5 чёрная пешка · f5 чёрная пешка · a4 белая ладья · c4 чёрная пешка · d4 чёрный король · f4 белая пешка · h4 чёрный слон · d2 белая пешка · f1 белый ферзь | a7 белый король · c7 чёрная пешка · d7 чёрная пешка · f7 чёрная ладья · h7 чёрный ферзь · a6 белый конь · d6 чёрная пешка · d5 чёрная пешка · f5 чёрная пешка · a4 белая ладья · c4 чёрная пешка · d4 чёрный король · f4 белая пешка · h4 чёрный слон · d2 белая пешка · f1 белый ферзь | a7 белый король · c7 чёрная пешка · d7 чёрная пешка · f7 чёрная ладья · h7 чёрный ферзь · a6 белый конь · d6 чёрная пешка · d5 чёрная пешка · f5 чёрная пешка · a4 белая ладья · c4 чёрная пешка · d4 чёрный король · f4 белая пешка · h4 чёрный слон · d2 белая пешка · f1 белый ферзь | a7 белый король · c7 чёрная пешка · d7 чёрная пешка · f7 чёрная ладья · h7 чёрный ферзь · a6 белый конь · d6 чёрная пешка · d5 чёрная пешка · f5 чёрная пешка · a4 белая ладья · c4 чёрная пешка · d4 чёрный король · f4 белая пешка · h4 чёрный слон · d2 белая пешка · f1 белый ферзь | a7 белый король · c7 чёрная пешка · d7 чёрная пешка · f7 чёрная ладья · h7 чёрный ферзь · a6 белый конь · d6 чёрная пешка · d5 чёрная пешка · f5 чёрная пешка · a4 белая ладья · c4 чёрная пешка · d4 чёрный король · f4 белая пешка · h4 чёрный слон · d2 белая пешка · f1 белый ферзь | 1 |
|   | a | b | c | d | e | f | g | h |   |

1. Кb4! с угрозой 2.Фd3+ cd 3.Ка6#, 

1. ... с6 2. Кс2+ Кре4 3.d3#, 

1. ... Кре4 2.Фg2+ Kp:f4 3.Kd3#, 

1. ... Крс5 2.К:d5 Kp:d5 3.Ф:с4#